# Meretszeger (királyné)
Meretszeger („Aki szereti a csöndet”) ókori egyiptomi királyné a XII. dinasztia idején, III. Szenuszert egyik feleségeként említik, de korabeli forrásokban nem szerepel, neve csak újbirodalmi forrásokon maradt fenn. Létezése emiatt kétséges, főként hogy neve megegyezik egy újbirodalmi istennőével.
Ő a legkorábbi királyné, akinek nevét kártusba írják és megjelenik mellette a nagy királyi hitves cím. (Addig csak a fáraó nevét vették körül kártussal.) II. Henemetnoferhedzset és Noferhenut mellett ő Szenuszert három ismert feleségének egyike (egy negyedik, lehetséges feleség még Szithathorjunet). Ábrázolása fennmaradt egy sztélén, melyet ma a British Museumban őriznek, valamint egy jóval későbbi, III. Thotmesz korabeli szemnai feliraton.